# كلوستريديوم معوي
كلوستريديوم إنتستينالي أو كلوستريديوم معوي  هو نوع من البكتيريا من فصيلة كلوستريدياسيا.